# Hammantorp

Hammantorp är en mindre by belägen i Skällviks socken, Söderköpings kommun, på landsbygden cirka 2 mil sydost om Söderköping. Byn ligger nära Gropviken i Östersjön, på vägen ut till Tyrislöt.